# Les Verts (France)
Pour les articles homonymes, voir Les Verts.
Les Verts (parfois abrégé en LV), fondés sous le nom Les Verts, Confédération écologiste – Parti écologiste, sont un parti politique écologiste français ayant existé entre 1984 et 2010. Le parti conclut des accords à partir de 1994 avec le Parti socialiste. Il disparaît pour donner naissance à Europe Écologie Les Verts.

## Historique

### Origines
La participation des écologistes à la vie politique française remonte aux années 1970. Si de premières candidatures écologistes isolées ont lieu lors d'élections cantonales en Alsace, puis lors des élections législatives de 1973, la date symbolique est la candidature de l'agronome René Dumont, choisi et poussé par les militants de base, à l'élection présidentielle de 1974. En novembre de la même année, le Mouvement écologique est fondé. Par la suite, les écologistes participent à tous les scrutins : élections municipales de 1977, élections législatives de 1978 (sous l'intitulé « Écologie 78 »), élections européennes de 1979 (« Europe Écologie »), élection présidentielle de 1981 (Brice Lalonde est le candidat de « Aujourd'hui l'écologie »).
L'émergence d'un parti vert en France est considérée comme difficile pour plusieurs raisons. Le système majoritaire à deux tours en vigueur aux élections législatives rend difficile l'élection de députés de petits partis. De plus, et de manière plus spécifique pour les écologistes, trois autres facteurs peuvent être relevés : l'existence d'un large consensus national favorable à l'énergie nucléaire, le fait que l'environnement a moins souffert lors de l'industrialisation que dans d'autres pays et l'importance des personnalités dans la vie politique française qui complique l'émergence d'un parti unifié[pas clair].
Le mouvement Les Verts trouve son origine à l'automne 1982, à l'assemblée générale de Saint-Prix (Val-d'Oise) : le Mouvement d'écologie politique (MEP) devient Verts, Parti écologiste. Le 27 février 1982, d'autres écologistes issus du Réseau des amis de la Terre (RAT) fondent à Besançon la Confédération écologiste, qui est renommé Les Verts - Confédération écologiste le 21 mai 1983. Les 28 et 29 janvier 1984, à l'assemblée générale de Clichy (Hauts-de-Seine), les deux mouvements fusionnent, prenant le nom Les Verts-Confédération écologiste-Parti écologiste ; Les Amis de la Terre de Brice Lalonde ne s'y joignent pas, se recentrant sur le domaine associatif,,. L'aile gauche des Verts participe alors à la réflexion engagée au sein de la Fédération pour une gauche alternative (FGA).

### Débuts
En 1986, Antoine Waechter  est élu comme le principal porte-parole du nouveau parti et de sa ligne politique majoritaire : « l'écologie politique n'est pas à marier » (dont on a retenu la formule : « ni droite, ni gauche ») — les Verts considèrent que l'écologie est un nouveau courant de pensée politique différent de la droite et de la gauche. Antoine Waechter et ses proches en déduisent, ce qui n'est pas le cas de tous les Verts attachés à l'indépendance du paradigme de l'Écologie politique, que les écologistes peuvent aussi bien s'allier avec la droite que la gauche selon les circonstances. En pratique, les Verts ont surtout conclu des alliances locales et régionales avec la gauche, sauf deux personnalités fortement contestées y compris à l'époque, à Bordeaux et Toulouse[Lesquelles ?].
Les élections législatives de 1986 sont le premier scrutin auquel participe le parti, alors que celles-ci se tiennent pour la première fois au scrutin proportionnel. Les Verts n’obtiennent cependant aucun député.
Lors de l’assemblée générale du parti en novembre 1987, la motion déposée par Yves Cochet, intitulée « Entrons en politique », a pour principale proposition d’instaurer « une relation contractuelle avec le Parti socialiste » ; elle n'obtient que 14 % des voix des adhérents.
Le 24 avril 1988, Antoine Waechter, candidat des Verts à l'élection présidentielle française, recueille 3,8 % des suffrages exprimés (1 150 000 voix) : peu, certes, mais plus que la candidature du communiste dissident Pierre Juquin et d'autres mouvements d'extrême gauche (LO et PT),.
En 1989, les élections européennes marquent une forte poussée verte avec Antoine Waechter comme tête de liste. Les Verts, alliés à des partis régionaux, dont le leader autonomiste corse Max Siméoni qui fut élu, obtiennent le meilleur résultat de leur histoire pour ce type de scrutin avec 10,6 % des voix. Au premier tour des élections municipales, le score national des Verts est peu élevé (1,47 %), mais la barre des 10 % est dépassée dans plusieurs grandes villes : 12,76 % à Strasbourg, 14,11 % à Colmar, 13,98 % à Quimper, 12,9 % à Besançon, etc.. À Paris, les élections sont marquées par l'élection de Jean-Louis Vidal, premier conseiller municipal Vert de l'histoire (remplacé en 1992, dans le cadre de l'application du tourniquet, par Jean-François Ségard) avec 17,05 % des suffrages au second tour dans le XIVe arrondissement.
Lors des élections régionales de 1992, la région Nord-Pas-de-Calais voit élue à la Présidence de son conseil régional une femme – la première en France – adhérente des Verts - Marie-Christine Blandin,, après un accord avec le P.S qui avait une majorité relative en nombre de conseillers régionaux.
Pour le référendum sur le traité de Maastricht, qui se tient la même année, le parti est divisé en deux camps et n’officialise pas de positionnement en faveur du « oui » ou du « non ». Tandis que le dirigeant Antoine Waechter prend part à des meetings du « oui », Dominique Voynet, future dirigeante et première responsables des Verts à occuper un poste de ministre en 1997, fait campagne pour le « non » et participe à des événements avec Jean-Pierre Chevènement. Selon les chercheurs Rémi Lauwerier et Théo Verdier, « les partisans écologistes du traité défendent un « oui critique » », et « les opposants dénoncent la consécration d’une « Europe des marchands et des technocrates », revendiquant la possibilité d’être favorables à la construction européenne tout en s’inscrivant en faux contre le texte porté par François Mitterrand ».
En 1993, Les Verts passent un accord avec Génération écologie de Brice Lalonde pour présenter des candidats uniques aux législatives sous la bannière « Entente des écologistes ». Sur la profession de foi des candidats, la photo regroupe : Antoine Waechter, Dominique Voynet, Yves Cochet, Brice Lalonde, Andrée Buchmann, Noël Mamère. Selon l'universitaire Sébastien Repaire, « le nouvel échec qu’ils essuient confirme à quel point le scrutin majoritaire à deux tours place la barre haut pour les écologistes, même unis. Il conforte dans leur conviction les partisans d’un rapprochement Verts-Parti socialiste et accélère une reconfiguration politique à l’intérieur du parti ».

### 1994: basculement à gauche
Cette ligne politique est abandonnée en 1994 à l'Assemblée générale de Lille : les Verts décident alors d'accepter de passer des alliances dès le premier tour pour les élections législatives et les élections à scrutin majoritaire. C'est la fin du « ni, ni » (« ni droite, ni gauche »). Mais il n'est pas pourtant question officiellement d'ancrage à gauche : Dominique Voynet, favorable aux alliances avec la gauche, notamment le Parti socialiste, déclare pendant sa campagne présidentielle de 1995 qu'elle n'est « ni catho ni de gauche » mais écologiste. En novembre 1995 au Mans, l'assemblée générale des Verts voit gagner avec 75 % des voix la motion de synthèse portée par Dominique Voynet, « Rassembler pour agir » : il y est notamment question d'« d’engager avec les forces de gauche une réflexion sur les conditions d’alliances politiques » en vue des échéances de 1998 ; des alliances ne seront donc possibles qu'avec la gauche,.
En raison de sa mise en minorité et des conflits internes assez durs qui suivent, Antoine Waechter quitte les Verts pour fonder le Mouvement écologiste indépendant en 1994. Auparavant, des écologistes opposés à un positionnement à gauche ont quitté les Verts en 1993 et fondé la Confédération des écologistes indépendants.
Le 23 avril 1995, Dominique Voynet, candidate des Verts à l'élection présidentielle française, recueille 3,32 % des suffrages exprimés (1 010 738 voix).
En 1998, le mouvement Convergences écologie solidarité de Noël Mamère (créé en 1994 et auparavant passé chez Génération écologie) ainsi qu'une partie des adhérents de l'Alternative rouge et verte (Arev) et de la Convention pour une alternative progressiste (CAP) — partis en perte de vitesse — s'intègrent aux Verts.

### 1997-2010

#### Participation au gouvernement Jospin
Après la victoire de la gauche et des Verts aux législatives de 1997, Dominique Voynet entre au gouvernement de Lionel Jospin comme ministre de l'Environnement et de l'aménagement du territoire (remplacée par Yves Cochet en 2001). Un deuxième élu Vert rejoint le gouvernement en 2000 : Guy Hascoët comme secrétaire d'État à l'Économie solidaire (voir Ministres du gouvernement de Lionel Jospin). À l'Assemblée nationale, les Verts constituent avec le Parti radical-socialiste et le Mouvement des citoyens un groupe parlementaire commun, le Groupe radical, citoyen et vert (qui n'est pas reconduit en 2002 faute de pouvoir réunir les 20 députés nécessaires).
En juin 1999, la liste des Verts aux élections européennes, conduite par Daniel Cohn-Bendit, obtient 9,72 % des voix, les Verts envoient neuf députés européens à Strasbourg.
En mars 2001, la gauche perd les élections municipales, mais cette défaite est compensée par la conquête de grandes villes comme Lyon et Paris obtenue grâce à l'appui des Verts qui apparaissent comme les grands gagnants des élections. À Paris, le nouveau maire Bertrand Delanoë doit donner à ceux-ci, après de dures négociations dans l'entre deux tours, un nombre d'adjoints proportionnel à leurs résultats dans les urnes. C'est ainsi que six Verts deviennent adjoints au maire de Paris, dont certains sur les plus importantes délégations (Danielle Aufray, Denis Baupin, Yves Contassot, Christophe Girard, Pénélope Komitès, Mylène Stambouli). À Lyon, quatre adjoints sont membres des Verts (Gilles Buna, Étienne Tête).

#### Présidentielle et législatives de 2002
Le 21 avril 2002, Noël Mamère, candidat des Verts à l'élection présidentielle française, recueille 5,25 % des suffrages exprimés (1 495 724 voix). Il s'agit là du score le plus important réalisé par un candidat Vert au premier tour d'une élection présidentielle. En revanche, les élections législatives sont une catastrophe, les Verts payent leur participation trop docile à la majorité du Gouvernement de Lionel Jospin et sont entraînés dans la chute de la gauche (4,51 % des voix au premier tour sur le plan national). La victoire de la droite ainsi que le mode de scrutin ne leur laissent que trois élus à l'Assemblée nationale (contre six pour le précédent mandat).
La leçon est tirée lors de leur Assemblée fédérale de Nantes qui a lieu fin 2002 et où les Verts font leur autocritique. Ils estiment qu'ils auraient dû sortir du gouvernement dès 2000 quand le contrat qu'ils avaient passé avec le Parti socialiste avait cessé d'être respecté, et réaffirmer leur radicalité politique. Le courant incarné par Dominique Voynet, qui avait en juin précédent évoqué la possibilité d'un grand parti unique de la gauche dans lequel se fondrait les Verts, est mis en minorité. En janvier 2003, Gilles Lemaire devient secrétaire national, succédant à Dominique Voynet.

#### Les régionales de 2004
Les années 2003 et 2004 sont parmi les plus difficiles pour le mouvement. En raison de leurs faibles scores aux élections législatives, peu de candidats sont remboursés de leurs frais de campagne par l'État. Les Verts doivent donc régler eux-mêmes la plupart des factures, grevant ainsi lourdement leur budget. Par ailleurs, la direction peine à se faire entendre par les militants et ne peut s'opposer au jeu des tendances. La frange du mouvement qui réclame une alliance institutionnalisée avec le Parti socialiste accepte mal sa défaite de 2002, et mène une véritable guérilla contre les orientations votées à Nantes. Certaines personnalités comme Marie-Hélène Aubert n'interviennent dans les médias quasiment que pour critiquer la direction et Dominique Voynet s'attaque même publiquement à la légitimité de certaines listes autonomes des Verts lors des régionales de 2004.
Celles-ci, grâce aux bons résultats réalisés par les listes autonomes et la victoire des listes de la gauche et des Verts dans toutes les régions de France, sauf l'Alsace, au soir du second tour, semblent stopper la série noire. Les Verts font leur entrée dans la majorité d'une vingtaine de régions.
À l'Assemblée fédérale de Reims fin 2004, une motion de synthèse - qui reprend en fait l'essentiel des orientations de l'Assemblée de Nantes - est votée à 92 %, les proches de Dominique Voynet et de Noël Mamère s'étant ralliés à la majorité. Le 16 janvier 2005, le secrétaire national Gilles Lemaire est remplacé par l'ancien porte-parole Yann Wehrling. Le vote massif de la synthèse de Reims lui permet d'animer un mouvement apaisé.
L'Assemblée générale de Bordeaux en novembre 2006 confirmera ce rassemblement du mouvement et le CNIR de janvier 2007 pour la première fois depuis 8 ans élira le collège exécutif dès le premier tour de vote, Cécile Duflot devenant la nouvelle secrétaire nationale.

#### Le référendum de 2005 sur le Traité constitutionnel européen

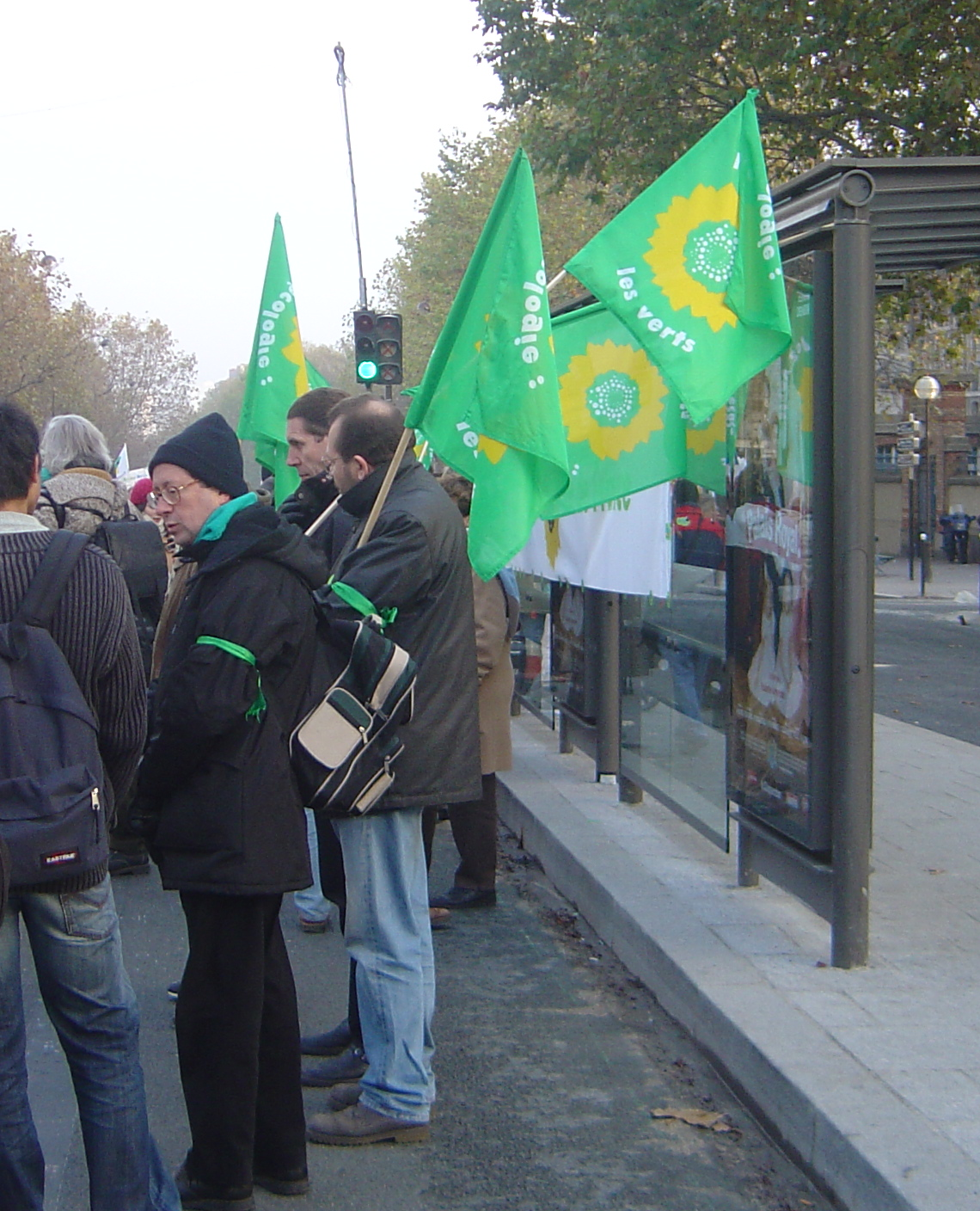
Des militants verts manifestant en 2005 en faveur des services publics et contre les privatisations.

À l'issue d'un référendum interne organisé en février 2005, les Verts optent majoritairement pour un « oui de raison » au référendum par 53 % des voix pour, 42 % contre et 5 % de bulletins blancs. Ils critiquent sévèrement le texte, notamment sa troisième partie jugée très libérale, mais préfèrent engranger ce qu'ils considèrent comme des avancées institutionnelles en faveur de la construction européenne.
Une partie des militants fait campagne pour le « non », et le vote au sein du mouvement suit l'évolution de celui des électeurs. La plupart des ténors du parti appellent clairement à voter « oui » et si une partie des partisans du « non » se sont faits très discrets dans les médias, d'autres, en revanche, regroupés au sein du mouvement « Les écologistes pour le Non », font ouvertement campagne aux côtés des collectifs contre le TCE.
Au soir du 29 mai d'après les sondages, la majorité des électeurs Verts (60 %) s'est prononcée pour le « non ». Le CNIR de juin 2005 qui suit le référendum acte ses résultats, sur lesquels il ne marque aucun regret, et considère qu'il faut prendre en compte le message envoyé par les électeurs le 26 mai 2005 pour relancer la construction d'une Europe plus sociale et plus démocratique. En septembre 2006 il adopte à l'unanimité une motion sur la demande d'une nouvelle constitution européenne qui ne serait pas sujette aux critiques faites au TCE.
Pour le traité modificatif européen, le Conseil national inter-régional du 24 novembre 2007 a voté que : « S'il s'avérait qu'il n’y ait pas de référendum, malgré les fortes réticences qu'ils ont émises sur ce texte qui maintient en annexe des articles qui laissent la construction européenne dans une logique économique libérale et qui éloigne les citoyens de l'Europe, le CNIR estime au vu des avancées institutionnelles vers une Europe plus fédérale qu'il est préférable de ratifier le TME. Étant donné leur analyse de ce texte, les Verts comprennent néanmoins que certains d'entre eux, qui partagent les mêmes engagements européens, puissent faire un choix différent. ».

#### Élection présidentielle de 2007
Au printemps 2006, une primaire interne est organisée pour désigner le candidat des Verts à l'élection présidentielle de 2007. Les 5 candidats à départager sont Yves Cochet, Jean Desessard, Cécile Duflot, Alain Uguen et Dominique Voynet. Le 21 avril 2006, Dominique Voynet arrive en tête du premier tour, sans toutefois obtenir assez de votes pour être désignée candidate du parti.
| Candidat         | Voix  | %     |
| ---------------- | ----- | ----- |
| Dominique Voynet | 1 743 | 35,45 |
| Yves Cochet      | 1 393 | 28,33 |
| Cécile Duflot    | 1 145 | 23,29 |
| Jean Desessard   | 335   | 6,81  |
| Alain Uguen      | 301   | 6,12  |

Les deux candidats arrivés en tête sont Dominique Voynet et Yves Cochet (tous les deux clairement partisans du « Oui » au référendum de 2005). Le second tour du 30 mai donne une quasi-égalité de voix entre eux, avec seulement deux voix d'écart (en faveur de Yves Cochet) sur un total de 5181 bulletins. Le compte des bulletins étant en plus contesté, il est donc décidé de refaire ce deuxième tour le 18 juillet 2006.
| Candidat         | Voix  | %     |
| ---------------- | ----- | ----- |
| Dominique Voynet | 2 446 | 46,17 |
| Yves Cochet      | 2 389 | 45,10 |
| Votes blancs     | 521   | 9,73  |

Dominique Voynet est donc la candidate des Verts à l'élection présidentielle. Elle n'obtient cependant que 1,57 % des suffrages (soit 576 666 voix), ce qui est le plus mauvais résultat de écologistes depuis la candidature de René Dumont en 1974. Au second tour, elle appelle à voter pour la candidate socialiste : Ségolène Royal.

#### L'avenir du parti en question après les élections de 2007
Après le faible score obtenu par Dominique Voynet, beaucoup s'interrogent sur l'avenir des Verts. Ainsi, dans un sondage paru dans Le Parisien-Aujourd'hui en France, 48 % des sondés estimaient que la présidentielle 2007 avait signé l'arrêt de mort du parti.
Cependant, si les Verts doivent faire face à quelques défections dont l'ancien secrétaire national Jean-Luc Bennahmias qui a rejoint le Mouvement démocrate de François Bayrou, les départs sont peu nombreux et les Verts n'ont aucune difficulté à aligner plus de candidats pour les élections municipales de 2008 qu'en 2001, et les sollicitations des autres partis politiques pour qu'ils s'allient avec eux dès le premier tour n'ont jamais été aussi nombreuses[réf. nécessaire].

#### Élections municipales et cantonales de 2008
Cécile Duflot, secrétaire nationale du parti, a vu « une petite renaissance » dans les élections municipales et cantonales de 2008.
Aux cantonales, les Verts obtiennent 11,54 % des voix au premier tour. Trente-quatre candidats (cinquante-deux en 2001), dont cinq sortants, peuvent se maintenir au second tour et onze sont élus (contre douze en 2001), portant ainsi à dix-huit le nombre de conseillers généraux du parti (sept élus en 2004).
Aux municipales, les Verts déposent des listes autonomes dans un tiers des trente-neuf villes de plus de 100 000 habitants et dans trente-deux villes de plus de 20 000 habitants. Ils réunissent en moyenne 8,7 % des suffrages au premier tour, et fusionnent dans la plupart des cas au second tour avec leur allié traditionnel : le PS.[réf. souhaitée]. Du fait de la poussée de la gauche ils gagnent aussi des élus dans les villes où ils font listes communes avec le Parti socialiste[réf. souhaitée]
Après ce scrutin, le parti compte quarante-et-un maires (dont vingt-trois sortants). Dès le premier tour, Noël Mamère est réélu à Bègles (Gironde), tout comme Jean-François Caron à Loos-en-Gohelle avec 82 % des voix. Au second tour à Montreuil (Seine-Saint-Denis), Dominique Voynet l'emporte face au maire sortant apparenté PCF, Jean-Pierre Brard.
Mais à Paris, si dans le 2e arrondissement de la capitale, Jacques Boutault, seul maire d'arrondissement Vert depuis 2001, est réélu à 68 % des voix, les listes Vertes obtiennent en moyenne 6,7 % des voix au premier tour (contre 12,3 % en 2001), avant de fusionner pour le second tour avec les listes de la gauche de Bertrand Delanoë. Le groupe Vert au conseil de Paris passe de vingt-quatre à neuf élus et le nombre d'adjoints passe de huit à quatre et diminue en importance.[réf. souhaitée]. Ainsi Denis Baupin reste adjoint au maire de Paris mais avec une délégation de moindre importance : adjoint aux transports de 2001 à 2008, il devient adjoint chargé du développement durable, de l'environnement et du plan climat.

#### Élections européennes de 2009
En juin 2008, le CNIR autorise le collège exécutif à prendre des contacts afin de constituer pour les élections européennes de 2009 une liste allant de Hulot à Bové. Après une mise en scène de ce rassemblement aux Journée d'été des Verts où est projeté une vidéo spécialement tournée par Nicolas Hulot accompagnée d'interventions de ses proches et de José Bové, le CNIR de septembre 2008 valide à l'unanimité une motion sur le cadre programmatique et organisationnel de la future campagne.
La campagne des Européennes est officiellement lancée le 20 octobre 2008 par un appel au Rassemblement de l'écologie intitulé Europe Écologie de Jean-Paul Besset, Daniel Cohn-Bendit (coprésident du groupe Vert au parlement de l'Union européenne), Eva Joly, Cécile Duflot (Secrétaire nationale des Verts), José Bové, Yannick Jadot, Monica Frassoni (coprésidente du groupe Vert au parlement de l'Union européenne) et Antoine Waechter (Président du Mouvement écologiste indépendant). Tous sont signataires d'un manifeste et sont présents à la conférence de presse de lancement. Les têtes de listes d'Europe Écologie sont annoncées en janvier 2009. Le 7 juin au soir, les listes Europe Écologie obtiennent 16,28 % des voix au niveau national et 14 députés au parlement européen, autant que le PS. C'est le meilleur score national des Verts à ce jour[Quand ?].
Le 8 juillet 2009, la députée de Paris Martine Billard, ne se reconnaissant plus dans cette « évolution au centre que subissent les Verts avec Europe Écologie », annonce qu'elle quitte les Verts pour rejoindre le Parti de gauche.

#### Intégration des militants venus avec Europe Écologie

Logotype d'Europe Écologie

Après les bons résultats électoraux obtenus par le rassemblement Europe Écologie, Daniel Cohn-Bendit appelle, au lendemain des élections régionales de 2010, à la dissolution des Verts au sein d'« une nouvelle formation politique à inventer ». De même, son frère Gabriel souhaite qu'Europe Écologie « devienne une force qui ne dépende plus de l'appareil des Verts », mais cette hypothèse reçoit un accueil mitigé chez les Verts, à l'image du numéro deux du parti, Jean-Vincent Placé.
Lors de l'université d'été d'août 2010, alors que la candidature d'Eva Joly à l'élection présidentielle de 2012 semble faire consensus, Cécile Duflot s'exprime « peut-être pour la dernière fois comme secrétaire nationale des Verts » et donne « rendez-vous » pour « une autre histoire qui verra la fin de nos deux logos ». L'intégration au sein du parti des Verts des militants venus avec Europe Écologie a eu lieu à la mi-novembre 2010, lors des Assises nationales de Lyon. De nombreuses questions restent néanmoins à trancher, la présidente de Cap21 Corinne Lepage accusant par exemple les Verts de vouloir obtenir la haute main sur la future structure.
Le 19 septembre 2010, lors de leur Conseil national inter régional, les Verts décident de la tenue d'un référendum « qui validera la transmutation des Verts ». Le 13 novembre 2010, Les Verts officialisent le changement de leurs statuts et la modification de leur nom, qui permettent l'adhésion des adhérents venus avec Europe Écologie mais qui étaient réticents à intégrer une structure déjà existante sans aucun changement de celle-ci, et s'appellent désormais Europe Écologie Les Verts.

## Idéologie
Les Verts défendent les idées de l'écologie politique, ce qui est souvent confondu avec la défense de l'environnement. Cela va en fait bien au-delà : les Verts militent pour que la société s'achemine progressivement vers un mode de vie durable en résolvant par l'action politique ses déséquilibres sociaux et environnementaux.
Les Verts considèrent qu'une transition vers un mode de vie soutenable, loin de ne reposer que sur un changement des comportements individuels, doit demander des efforts à tout le monde, et doit donc faire appel à une action politique forte et à des modifications législatives.

### Idées en matière économique et sociale
Les Verts considèrent qu'un monde dans lequel subsistent de profondes inégalités sociales n'est pas durable. Ils dénoncent régulièrement le fait que les plus pauvres sont les toutes premières victimes de la dégradation de l'environnement alors même qu'ils en sont souvent les derniers responsables.
Les Verts pensent que l'économie non marchande (associations, SELs, etc.) joue un rôle essentiel dans la société qu'il convient de favoriser, par exemple en réduisant le temps de travail. Ils défendent le principe d'une réduction de l'empreinte écologique, ce qui suppose une décroissance (au sens économique cette fois) sélective, concernant certains secteurs tels l'automobile, l'énergie, l'industrie de l'armement.
D'un point de vue plus général, les Verts considèrent que les revenus d'une personne devraient représenter ce qu'elle apporte à la société en général et non uniquement ce qu'elle apporte à l'économie marchande comme c'est le cas actuellement. Ils militent donc pour une déconnexion plus importante des notions de revenus et de travail marchand, certains soutenant l'idée d'un revenu universel.

### Questions de société
Les Verts sont considérés comme progressistes sur les questions de société. Le principe de base est l'autonomie de l'individu c’est-à-dire qu'aucun droit supérieur ne peut décider de la vie de chacun d'entre nous (morale religieuse, raison d'État, etc.). Ils soutiennent en particulier :
- L'égalité de droit entre couples homosexuels et hétérosexuels ;
- La légalisation des drogues douces et la réglementation de leur production et de leur distribution ;
- Une vraie parité hommes-femmes (adoptée dans les statuts du parti en 1989[41]) ;
- L'abolition de toute forme de service militaire.

### Politique énergétique
Cette question est centrale dans la politique des Verts, puisque l'énergie est l'un des domaines où la surconsommation de ressources a le plus d'impact sur la qualité de vie des générations à venir.
Les Verts critiquent en particulier :
- la consommation effrénée des combustibles fossiles sans véritable vision de long terme sur leur remplacement (voir Pic pétrolier) ;
- les pollutions de l'environnement dues à la production d'énergie : gaz carbonique, déchets nucléaires ;
- sur le nucléaire en particulier, les risques en termes de prolifération nucléaire, en termes d'accident, et les problèmes éthiques posés par la transmission de la gestion des déchets aux générations futures.

D'un point de vue général, les Verts militent pour anticiper la transition (qu'ils pensent de toute façon inéluctable) de notre modèle de production énergétique vers le tout renouvelable. Considérant que la production de l'énergie est presque toujours destructrice pour l'environnement, les Verts militent pour une société énergétiquement plus sobre.

### Idées sur les institutions
Les Verts sont opposés à une trop grande personnalisation de la politique, et sont dans l'ensemble favorables à un régime beaucoup plus parlementaire. Ils militent pour l'introduction de la proportionnelle pour les élections législatives.
Ils sont favorables à la suppression des conseils départementaux.
Ils estiment également que la démocratie représentative et un droit d'expression des citoyens tous les cinq ou six ans ne peuvent suffire et réclament donc l'instauration de formes de démocratie participative telles que les référendums nationaux ou locaux d'initiative populaire, les conseils de quartier, les consultations de citoyens.
Les Verts réclament aussi une 6e république qui soit fédérale, parlementaire, et plus démocratique que la Cinquième République d'aujourd'hui, qu'ils trouvent trop « usée ».
Les Verts sont favorables à un pouvoir élargi des institutions européennes incluant des compétences en matière sociale.

### Conflit au Proche-Orient
Les Verts ont dans le cadre du Collectif national pour une paix juste et durable au Moyen-Orient rejoint l'initiative « Boycott, désinvestissement et sanctions » (BDS) contre Israël,.

## Le mouvement jeune des Verts
Le parti des Verts a aussi un mouvement de jeunesse appelé les Jeunes Verts / la Souris verte. Il a été créé en 2001 à Strasbourg à partir de groupes locaux de Chiche !, l'ancien mouvement de référence des jeunes écologistes et des Jeunes progressistes. Il est présent dans la plupart des grandes villes de France. Le 29 janvier 2010, les Jeunes Verts ont changé de statuts pour devenir les Jeunes écologistes et s'inscrire dans la dynamique d'Europe Écologie.

## Instances

### Structures nationales

#### Conseil national inter régional
Le Conseil national inter régional (CNIR), est l'instance la plus importante des Verts français, après les assemblés générales et fédérales.
Le CNIR est à la fois l'organe législatif et décisionnel du mouvement, le collège exécutif n'étant statutairement qu'un strict exécutif.
Il est composé de 120 membres titulaires et 120 membres suppléants ; 75 % sont élus par les régions et 25 % par l'assemblée générale fédérale (le « quart national »), à la proportionnelle des motions et de façon paritaire.
Lors de la mandature 2005-2007, il est dirigé par un bureau de quatre personnes : Franck Contat (motion « Rassembler »), Laurence Guedet (motion « Écolo »), Albert Peirano (motion « AOC ») et Nicole Seris (motion « RDV »).

## Résultats électoraux

### Élections présidentielles
| Année                      | Candidat                            | Voix      | %      |
| -------------------------- | ----------------------------------- | --------- | ------ |
| 1974[pertinence contestée] | René Dumont[pertinence contestée]   | 337 800   | 1,32 % |
| 1981[pertinence contestée] | Brice Lalonde[pertinence contestée] | 1 126 254 | 3,88 % |
| 1988                       | Antoine Waechter                    | 1 149 642 | 3,78 % |
| 1995                       | Dominique Voynet                    | 1 010 681 | 3,32 % |
| 2002                       | Noël Mamère                         | 1 495 724 | 5,25 % |
| 2007                       | Dominique Voynet                    | 576 666   | 1,57 % |

### Élections législatives
| Année | 1er tour  | 1er tour | Sièges  | Rang | Gouvernement        |
| Année | Voix      | %        | Sièges  | Rang | Gouvernement        |
| ----- | --------- | -------- | ------- | ---- | ------------------- |
| 1986  | 340 109   | 1,21     | 0 / 577 | 9e   | Extra-parlementaire |
| 1988  | 86 312    | 0,35     | 0 / 577 | 10e  | Extra-parlementaire |
| 1993  | 1 022 749 | 4,02     | 0 / 577 | 6e   | Extra-parlementaire |
| 1997  | 1 726 018 | 6,81     | 7 / 577 | 6e   | Jospin              |
| 2002  | 1 138 222 | 4,51     | 3 / 577 | 6e   | Opposition          |
| 2007  | 845 884   | 3,25     | 4 / 577 | 6e   | Opposition          |

### Élections européennes
| Année | %     | Sièges | Rang | Tête de liste           | Groupe              |
| ----- | ----- | ------ | ---- | ----------------------- | ------------------- |
| 1984  | 3,37  | 0 / 81 | 5e   | Didier Anger            | Extra-parlementaire |
| 1989a | 10,59 | 8 / 81 | 4e   | Antoine Waechter        | Verts               |
| 1994  | 2,95  | 0 / 87 | 8e   | Marie-Anne Isler-Béguin | Extra-parlementaire |
| 1999  | 9,72  | 9 / 87 | 4e   | Daniel Cohn-Bendit      | Verts/ALE           |
| 2004  | 7,41  | 6 / 74 | 5e   | Aucunes                 | Verts/ALE           |
| 2009b | 16,28 | 8 / 74 | 3e   | Aucunes                 | Verts/ALE           |

a : Liste commune avec l'Union du peuple corse, qui obtint un élu, Max Simeoni, qui ne siégea pas au sein du Groupe des verts mais au Groupe Arc-en-ciel.

b Liste Europe Écologie, qui obtint au total 14 députés européens.

### Élections municipales
| Année | Premier tour | Premier tour | Premier tour | Second tour | Second tour | Second tour | Villes + 100 000 hab. |
| Année | Voix         | %            | Rang         | Voix        | %           | Rang        | Villes + 100 000 hab. |
| ----- | ------------ | ------------ | ------------ | ----------- | ----------- | ----------- | --------------------- |
| 2008  | 191 114      | 1,19         | NC           | 39 827      | 0,52        | NC          | 1 / 40                |

### Élections cantonales
| Année | Premier tour | Premier tour | Premier tour | Second tour | Second tour | Second tour | Conseillers | Présidents |
| Année | Voix         | %            | Rang         | Voix        | %           | Rang        | Conseillers | Présidents |
| ----- | ------------ | ------------ | ------------ | ----------- | ----------- | ----------- | ----------- | ---------- |
| 1992  | 991 802      | 7,99         | NC           | 143 432     | 1,68        | NC          | 2 / 1945    | 0 / 100    |
| 1994  | 283 279      | 2,65         | NC           | 14 234      | 0,18        | NC          | 3 / 1922    | 0 / 100    |
| 1998  | 381 222      | 3,44         | NC           | 43 965      | 0,53        | NC          | 2 / 2038    | 0 / 100    |
| 2001  | 723 310      | 5,92         | NC           | 146 057     | 1,94        | NC          | 12 / 1997   | 0 / 100    |

## Membres

### Dirigeants

#### Secrétaires nationaux
- Guy Cambot
- Jean-Marie Vidal (?-1993)
- Dominique Plancke (1993-1995)
- Marie-Françoise Mendez (1996)
- Jean-Luc Bennahmias (1997-2001)
- Dominique Voynet (2001-2003)
- Gilles Lemaire (2003-2005)
- Yann Wehrling (2005-2006)
- Cécile Duflot (2006-2010)

### Représentations parlementaires

#### Députés
| Année     | Députés              | Circonscription                                 |
| --------- | -------------------- | ----------------------------------------------- |
| 1997-2002 | André Aschieri       | Neuvième circonscription des Alpes-Maritimes    |
| 1997-2002 | Marie-Hélène Aubert  | Quatrième circonscription d'Eure-et-Loir        |
| 1997-2002 | Yves Cochet          | Septième circonscription du Val-d'Oise          |
| 1997-2002 | Guy Hascoët          | Septième circonscription du Nord                |
| 1997-2002 | Noël Mamère          | Troisième circonscription de la Gironde         |
| 1997-2002 | Jean-Michel Marchand | Quatrième circonscription de Maine-et-Loire     |
| 1997-2002 | Dominique Voynet     | Troisième circonscription du Jura               |
| 2002-2007 | Martine Billard      | Première circonscription de Paris               |
| 2002-2007 | Yves Cochet          | Onzième circonscription de Paris                |
| 2002-2007 | Noël Mamère          | Troisième circonscription de la Gironde         |
| 2007-2012 | Martine Billard      | Première circonscription de Paris               |
| 2007-2012 | Yves Cochet          | Onzième circonscription de Paris                |
| 2007-2012 | Noël Mamère          | Troisième circonscription de la Gironde         |
| 2007-2012 | François de Rugy     | Première circonscription de la Loire-Atlantique |
| 2007-2012 | Anny Poursinoff      | Dixième circonscription des Yvelines            |

#### Députés européens
| Année                   | Députés                                       |                                                                   |                                         |
| ----------------------- | --------------------------------------------- | ----------------------------------------------------------------- | --------------------------------------- |
| 1989-1994               | Didier Anger                                  |                                                                   | du 25 juillet 1989 au 10 décembre 1991  |
| 1989-1994               | Marie-Christine Aulas                         |                                                                   | du 25 juillet 1989 au 10 décembre 1991  |
| 1989-1994               | Yves Cochet                                   |                                                                   | du 25 juillet 1989 au 31 mai 1991       |
| 1989-1994               | Solange Fernex                                |                                                                   | du 25 juillet 1989 au 12 novembre 1991  |
| 1989-1994               | Claire Joanny                                 |                                                                   | du 25 juillet 1989 au 10 décembre 1991  |
| 1989-1994               | Gérard Monnier-Besombes                       |                                                                   | du 25 juillet 1989 au 4 décembre 1991   |
| 1989-1994               | Djida Tazdaït                                 |                                                                   | mandat entier                           |
| 1989-1994               | Antoine Waechter                              |                                                                   | du 25 juillet 1989 au 19 décembre 1991  |
| 1989-1994               | Dominique Voynet                              |                                                                   | du 13 novembre 1991 au 10 décembre 1991 |
| 1989-1994               | Aline Archimbaud                              |                                                                   | du 6 juillet 1992 au 18 juillet 1994    |
| 1989-1994               | Bruno Boissière                               |                                                                   | du 11 décembre 1991 au 18 juillet 1994  |
| 1989-1994               | Yves Frémion                                  |                                                                   | du 20 décembre 1991 au 18 juillet 1994  |
| 1989-1994               | Marie-Anne Isler-Béguin                       |                                                                   | du 11 décembre 1991 au 18 juillet 1994  |
| 1989-1994               | Gérard Onesta                                 |                                                                   | du 5 décembre 1991 au 18 juillet 1994   |
| 1989-1994               | Jean-Pierre Raffin (personnalité d'ouverture) |                                                                   | du 11 décembre 1991 au 18 juillet 1994  |
| 1999-2004               |                                               |                                                                   |                                         |
| Danielle Auroi          |                                               | mandat entier                                                     |                                         |
| Alima Boumediene-Thiery |                                               | mandat entier                                                     |                                         |
| Daniel Cohn-Bendit      |                                               | mandat entier                                                     |                                         |
| Hélène Flautre          |                                               | mandat entier                                                     |                                         |
| Marie-Anne Isler-Béguin |                                               | mandat entier                                                     |                                         |
| Alain Lipietz           |                                               | mandat entier                                                     |                                         |
| Gérard Onesta           |                                               | mandat entier                                                     |                                         |
| Yves Piétrasanta        |                                               | 1999 - fin 2003                                                   |                                         |
| Françoise Duthu         |                                               | fin 2003 - juin 2004                                              |                                         |
| Didier-Claude Rod       |                                               | mandat entier                                                     |                                         |
| 2004-2009               |                                               |                                                                   |                                         |
| Marie-Hélène Aubert     |                                               | démission des Verts pour « le mouvement associatif » en juin 2008 |                                         |
| Jean-Luc Bennahmias     |                                               | démission des Verts pour le MoDem en mai 2007                     |                                         |
| Hélène Flautre          |                                               | mandat entier                                                     |                                         |
| Marie-Anne Isler-Béguin |                                               | mandat entier                                                     |                                         |
| Alain Lipietz           |                                               | mandat entier                                                     |                                         |
| Gérard Onesta           |                                               | mandat entier                                                     |                                         |
| 2009-2014               |                                               |                                                                   |                                         |
| Malika Benarab-Attou    |                                               | mandat entier                                                     |                                         |
| Pascal Canfin           |                                               | mandat entier                                                     |                                         |
| Daniel Cohn-Bendit      |                                               | mandat entier                                                     |                                         |
| Karima Delli            |                                               | mandat entier                                                     |                                         |
| Hélène Flautre          |                                               | mandat entier                                                     |                                         |
| Catherine Grèze         |                                               | mandat entier                                                     |                                         |
| Nicole Kiil-Nielsen     |                                               | mandat entier                                                     |                                         |
| Michèle Rivasi          |                                               | mandat entier                                                     |                                         |

En 2010, les Verts sont représentés dans les différentes chambres parlementaires de la manière suivante :
- 5 sénateurs : Marie-Christine Blandin, Alima Boumediene-Thiery, Jean Desessard, Jacques Muller et Dominique Voynet ;

### Autres élus
- À l'issue des élections municipales de 2008 : 41 maires, principalement dans des villes de moins de 10 000 habitants, à l'exception de Dominique Voynet à Montreuil, de Noël Mamère à Bègles, de Jacques Boutault dans le 2e arrondissement de Paris et d'Henry Fricou à Mèze[26]. Après les élections municipales de 2001, les Verts comptaient 44 maires.
- À l'issue des élections cantonales de 2008, 14 conseillers généraux, dont 11 élus à cette occasion ; à ceux-ci, il faut ajouter les 9 élus Verts au Conseil de Paris issus des municipales de 2008 (qui sont à la fois conseillers municipaux de la ville de Paris et conseillers généraux du département de Paris).
- À l'issue des élections régionales de 2010 : 262 conseillers régionaux.

### Personnalités
- Didier Anger
- Denis Baupin
- Eva Joly
- Francine Bavay
- Marie-Christine Blandin
- Bruno Boissière
- Alima Boumediene-Thiery
- Jacques Boutault
- Andrée Buchmann
- Jean-Marc Brûlé
- Jean-François Caron
- Yves Cochet
- Daniel Cohn-Bendit (aussi membre des Grünen allemands).
- Yves Contassot
- Sergio Coronado
- Jean Desessard
- Cécile Duflot
- Hélène Flautre
- Hélène Hardy
- Guy Hascoët
- Marie-Anne Isler-Béguin
- Gilles Lemaire
- Alain Lipietz
- Noël Mamère
- Gérard Onesta
- Dominique Plancke
- Anny Poursinoff
- Didier-Claude Rod
- Jean-Louis Roumégas
- Étienne Tête
- Michel Vampouille
- Dominique Voynet
- Michèle Rivasi

#### Personnalités décédées
- Liliane Dayot
- René Dumont
- Solange Fernex
- Alain Riou
- Richard Durn

#### Anciens membres
- Marie-Hélène Aubert (démission le 5 juillet 2008[réf. souhaitée])
- Jean-Luc Bennahmias (puis MoDem depuis 2007)
- Martine Billard (membre du Parti de gauche depuis juillet 2009)
- Pascal Canfin (puis LREM depuis 2019)
- Christian Brodhag (jusqu'en 1994)
- Aurélie Filippetti (puis PS en 2006)
- Christophe Girard (puis PS)
- Pénélope Komitès (puis PS en 2010)
- Jean-Michel Marchand (puis PRG)
- Yves Piétrasanta (exclusion et démission en juin 2008)
- Jean-Vincent Placé (puis Parti écologiste en 2015)
- Stéphane Pocrain (jusqu'en 2002 puis PS)
- François de Rugy (puis Parti écologiste en 2015, puis LREM en 2017)
- Antoine Waechter (puis MEI)
- Yann Wehrling (exclu en 2008 après une candidature sur une liste MoDem)
- Ginette Hess-Skandrani (exclue)

#### Ouvrages
: document utilisé comme source pour la rédaction de cet article.
- Jean-Luc Bennahmias et Agnès Roche, Des Verts de toutes les couleurs : histoire et sociologie du mouvement écolo, Paris, Éditions Albin Michel, janvier 1992, 209 p. (ISBN 2-226-05659-9)
- Jean Jacob, Histoire de l'écologie politique, Éditions Albin Michel, avril 1999, 368 p. (ISBN 2-226-21371-6, lire en ligne)
- Guillaume Sainteny, Les Verts, PUF, coll. « Que sais-je ? », 1997 (1re éd. 1991), 127 p. (ISBN 978-2-13-043326-2)
- Pierre Serne, Des Verts à EELV, 30 ans d'histoire de l'écologie politique, Paris, Les Petits matins, janvier 2014, 128 p. (ISBN 978-2-36383-128-6)
- Vanessa Jérome, Militer chez les Verts, éd. Presses de Sciences Po, 2021.

#### Articles
- Joël Gombin, « L'influence libertaire chez les Verts français », mémoire réalisé sous la direction de Michel Camau, professeur des universités, Institut d'études politiques d'Aix-en-Provence, 2003, [lire en ligne]
- Herbert Kitschelt, « La gauche libertaire et les écologistes français », Revue française de science politique, 40e année, no 3, 1990, p. 339-365, [lire en ligne].